# Ширяев, Иван Никифорович
Иван Никифорович Ширяев (3 марта 1912 года, село Ивановка, Оренбургский уезд, Оренбургская губерния — 1 февраля 2001 года, Киев, Украина) — председатель колхоза имени Кирова Октябрьского района Оренбургской области. Герой Социалистического Труда (1966).

## Биография
Родился в 1912 году в крестьянской семье в селе Ивановка Оренбурского уезда. В 1930 году вступил в ВЛКСМ, был секретарём комсомольской организации в родном селе. Избирался председателем Казанского и Андреевского сельских советов. Окончил Бугурусланский сельскохозяйственный техникум. В 1934 году призван на срочную службу в Красную Армию. До 1937 года служил в пограничных войсках. После армии возвратился в Оренбургскую область. Избирался председателем Октябрьского райисполкома, трудился директором Октябрьской МТС.
Участвовал в Великой Отечественной войне. Воевал на Сталинградском, Донском и 2-м Дальневосточном фронтах в составе 40-й стрелковой дивизии (91 ап 40 сд). Демобилизовался в мае 1946 года в звании капитана и возвратился на родину.
В 1956 году избран председателем колхоза имени Кирова Октбярьского района. За короткое время вывел колхоз в число передовых сельскохозяйственных предприятий Оренбургской области. За годы Семилетки (1959—1966) доход в колхозе составил на 11 миллионов 157 тысяч рублей. Указом Президиума Верховного Совета СССР от 22 марта 1966 года «за достигнутые успехи в развитии животноводства, увеличении производства и заготовок мяса, молока, яиц, шерсти и другой продукции» удостоен звания Героя Социалистического Труда с вручением Ордена Ленина и золотой медали Серп и Молот.
С 1971 года — агроном в Сорочинском районе, управляющий отделением совхоза в Октябрьском районе.
В последние годы своей жизни проживал в Киеве. Скончался в феврале 2001 года.
Награды
- Герой Социалистического Труда
- Орден Ленина
- Орден Отечественной войны 2 степени (11.03.1985)
- Медаль «За оборону Сталинграда»
- Медаль «За победу над Японией»
- Медаль «За победу над Германией в Великой Отечественной войне 1941—1945 гг.»